# FA Cup 1891-1892
La FA Cup 1891-92 fu la ventunesima edizione del torneo calcistico più vecchio del mondo. Vinse per la seconda volta il West Bromwich Albion.

## Calendario
| Turno                           | Data                    | Numero di squadre |
| ------------------------------- | ----------------------- | ----------------- |
| Primo turno di qualificazione   | Sabato 3 ottobre 1891   | 160               |
| Secondo turno di qualificazione | Sabato 24 ottobre 1891  | 80                |
| Terzo turno di qualificazione   | Sabato 14 novembre 1891 | 40                |
| Quarto turno di qualificazione  | Sabato 5 dicembre 1891  | 20                |
| Primo turno                     | Sabato 16 gennaio 1892  | 32                |
| Secondo turno                   | Sabato 30 gennaio 1892  | 16                |
| Terzo turno                     | Sabato 13 febbraio 1892 | 8                 |
| Semifinali                      | Sabato 27 febbraio 1892 | 4                 |
| Finale                          | Sabato 19 marzo 1892    | 2                 |

## Primo turno
| Nr. partita | Squadra locale          | Punteggio               | Squadra ospite           | Data            |
| ----------- | ----------------------- | ----------------------- | ------------------------ | --------------- |
| 1           | Blackpool               | 0-3                     | Sheffield United         | 16 gennaio 1892 |
| 2           | Preston North End       | 6-0                     | Middlesbrough Ironopolis | 23 gennaio 1892 |
| 3           | Stoke                   | 3-0 Risultato annullato | Casuals                  | 16 gennaio 1892 |
| Ripetizione | Stoke                   | 3-0                     | Casuals                  | 23 gennaio 1892 |
| 4           | Nottingham Forest       | 2-1                     | Newcastle East End       | 16 gennaio 1892 |
| 5           | Blackburn Rovers        | 4-1                     | Derby County             | 16 gennaio 1892 |
| 6           | Aston Villa             | 4-1                     | Heanor Town              | 16 gennaio 1892 |
| 7           | Sheffield Wednesday     | 2-1 Risultato annullato | Bolton Wanderers         | 16 gennaio 1892 |
| Ripetizione | Sheffield Wednesday     | 4-1                     | Bolton Wanderers         | 23 gennaio 1892 |
| 8           | Bootle                  | 0-2                     | Darwen                   | 16 gennaio 1892 |
| 9           | Old Westminsters        | 2-3                     | West Bromwich Albion     | 16 gennaio 1892 |
| 10          | Wolverhampton Wanderers | 2-2                     | Crewe Alexandra          | 16 gennaio 1892 |
| Ripetizione | Crewe Alexandra         | 1-4                     | Wolverhampton Wanderers  | 23 gennaio 1892 |
| 11          | Sunderland              | 3-0 Risultato annullato | Notts County             | 16 gennaio 1892 |
| Ripetizione | Sunderland              | 4-0                     | Notts County             | 23 gennaio 1892 |
| 12          | Luton Town              | 0-3                     | Middlesbrough            | 16 gennaio 1892 |
| 13          | Crusaders               | 1-4                     | Accrington               | 16 gennaio 1892 |
| 14          | Everton                 | 2-4 Risultato annullato | Burnley                  | 16 gennaio 1892 |
| Ripetizione | Everton                 | 1-3                     | Burnley                  | 23 gennaio 1892 |
| 15          | Sunderland Albion       | 1-2 Risultato annullato | Birmingham St George's   | 16 gennaio 1892 |
| Ripetizione | Sunderland Albion       | 4-0                     | Birmingham St George's   | 23 gennaio 1892 |
| 16          | Small Heath             | 5-1                     | Woolwich Arsenal         | 16 gennaio 1892 |

## Secondo turno
| Nr. partita | Squadra locale          | Punteggio               | Squadra ospite    | Data            |
| ----------- | ----------------------- | ----------------------- | ----------------- | --------------- |
| 1           | Burnley                 | 1-3                     | Stoke             | 30 gennaio 1892 |
| 2           | Aston Villa             | 2-0                     | Darwen            | 30 gennaio 1892 |
| 3           | Sheffield Wednesday     | 2-0                     | Small Heath       | 30 gennaio 1892 |
| 4           | Accrington              | 1-0 Risultato annullato | Sunderland        | 30 gennaio 1892 |
| Ripetizione | Accrington              | 1-3                     | Sunderland        | 6 febbraio 1892 |
| 5           | Wolverhampton Wanderers | 3-1                     | Sheffield United  | 30 gennaio 1892 |
| 6           | Middlesbrough           | 1-2                     | Preston North End | 30 gennaio 1892 |
| 7           | West Bromwich Albion    | 3-1                     | Blackburn Rovers  | 30 gennaio 1892 |
| 8           | Sunderland Albion       | 0-1                     | Nottingham Forest | 30 gennaio 1892 |

## Terzo turno
| Nr. partita | Squadra locale          | Punteggio | Squadra ospite      | Data             |
| ----------- | ----------------------- | --------- | ------------------- | ---------------- |
| 1           | Stoke                   | 2-2       | Sunderland          | 13 febbraio 1892 |
| Ripetizione | Sunderland              | 4-0       | Stoke               | 20 febbraio 1892 |
| 2           | Nottingham Forest       | 2-0       | Preston North End   | 13 febbraio 1892 |
| 3           | Wolverhampton Wanderers | 1-3       | Aston Villa         | 13 febbraio 1892 |
| 4           | West Bromwich Albion    | 2-1       | Sheffield Wednesday | 13 febbraio 1892 |

## Semifinali
| Nr. partita | Squadra locale       | Punteggio | Squadra ospite       | Data             |
| ----------- | -------------------- | --------- | -------------------- | ---------------- |
| 1           | Aston Villa          | 4-1       | Sunderland           | 27 febbraio 1892 |
| 2           | West Bromwich Albion | 1-1       | Nottingham Forest    | 27 febbraio 1892 |
| Ripetizione | Nottingham Forest    | 1-1       | West Bromwich Albion | 5 marzo 1892     |
| Ripetizione | West Bromwich Albion | 6-2       | Nottingham Forest    | 9 marzo 1892     |

## Finale
| Arbitro: | John Charles Clegg |

|                                                     |           |  |
| Jasper Geddes 4’ Sam Nicholls 27’ John Reynolds 55’ | Marcatori |  |